# Gollmuthhausen

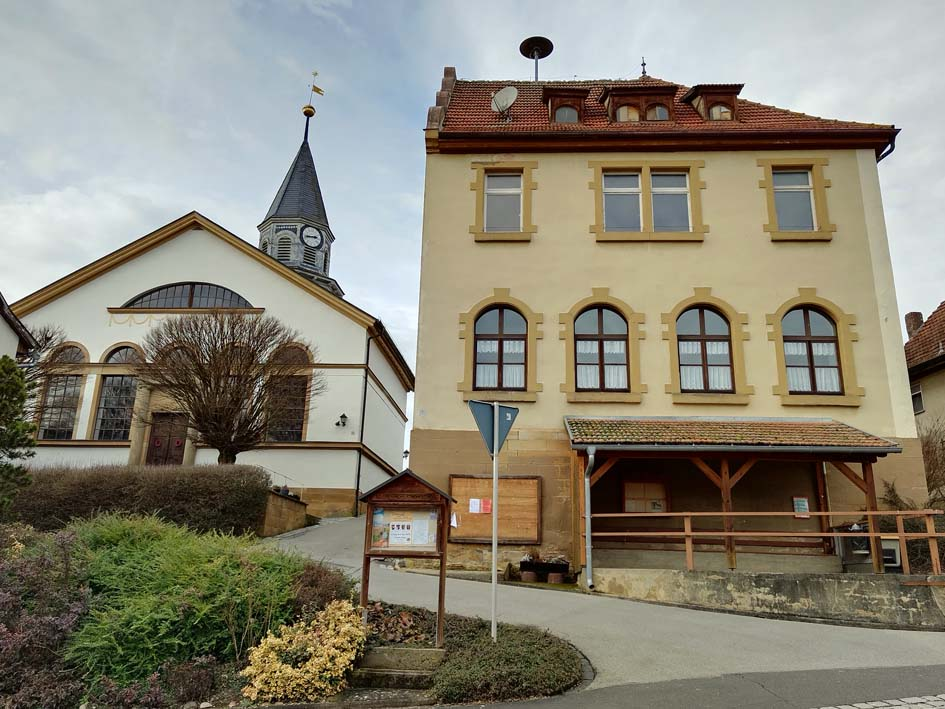
Kirche und Pfarrhaus

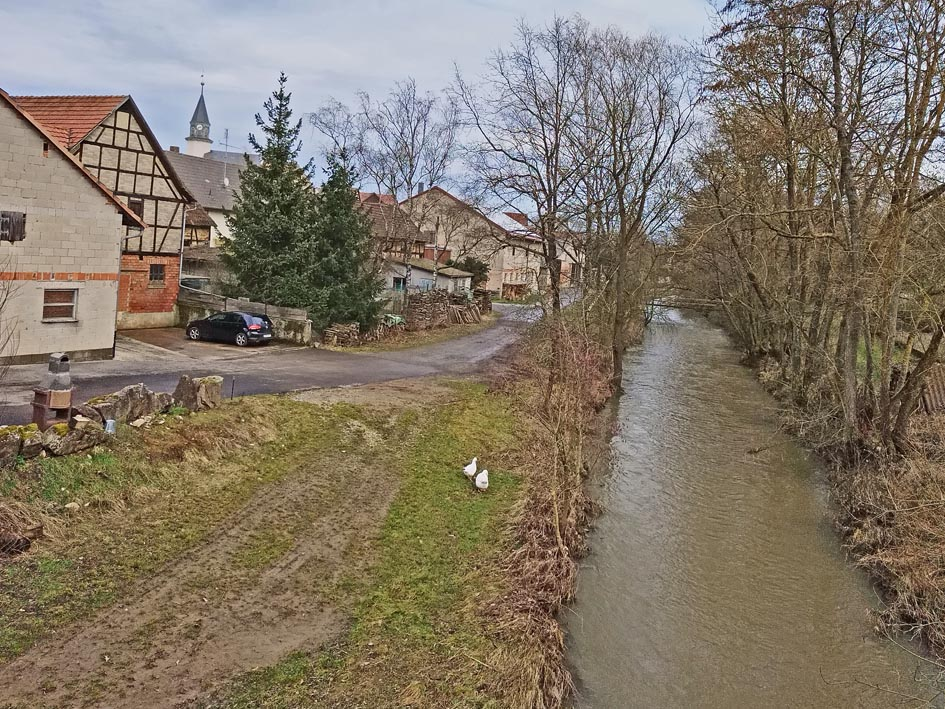
Die Milz bei Gollmuthhausen

Gollmuthhausen ist ein Gemeindeteil der Gemeinde Höchheim im unterfränkischen Landkreis Rhön-Grabfeld in Bayern.

## Geografie
Das Kirchdorf liegt im unterfränkischen Teil des Grabfelds an der Grenze zu Thüringen und wird von der Milz (Zufluss der Fränkischen Saale) durchflossen.

## Geschichte

### 12.–18. Jahrhundert
1192 wurde Gollmuthhausen im Milzgrund erstmals urkundlich erwähnt. In dem Schriftstück wurde bezeugt, dass der „Schülerhof“ in der Gemeinde in den Besitz des Klosters Herrenbreitungen übergeht, später gehört er zum Amt Behrungen. Es ist anzunehmen, dass ein gewisser Gollmann, daher der Ortsname, die Siedlungsbauern anführte.
1423 empfing Graf Georg von Henneberg-Römhild den Ort Gollmuthhausen als Lehen des Stifts Eichstätt. Durch zwei Erbteilungen der Linie Henneberg-Römhild in den Jahren 1468 und 1532 kam Gollmuthhausen als Teil des Amts Römhild an Graf  Berthold XVI. von Henneberg-Römhild, welcher seinen Besitz 1548 an die Grafen von Mansfeld verkaufte. Diese wiederum veräußerten das Amt Römhild mit Gollmuthhausen im Jahr 1555 an die ernestinischen Wettiner. 1556 hieß es in einem Kirchenvisitationsprotokoll: „Dies Dorf pfarrt seit Alters gen Behringen.“ Vier Jahre später wurde Gollmuthhausen mit der Pfarrei Rothausen vereinigt. Der ehemalige Pfarreiort Behrungen war 1532 bei der Teilung der Römhilder Linie an Henneberg-Schwarza und nach deren Aussterben 1549 an Henneberg-Schleusingen gekommen, wodurch er zum Zeitpunkt des Pfarreiwechsels in einer anderen Herrschaft lag.
Aufgrund von Erbteilungen der ernestinischen Herzogtümer  gehörte Gollmuthhausen ab 1572 zu Sachsen-Coburg-Eisenach, ab 1596 zu Sachsen-Coburg, ab 1633 wieder zu Sachsen-Coburg-Eisenach, ab 1640 zu Sachsen-Altenburg, ab 1672 zu Sachsen-Gotha-Altenburg und ab 1680 zu Sachsen-Römhild. Nach dem Tod des Herzogs von Sachsen-Römhild wurde das Amt Römhild im Jahr 1710 aufgeteilt unter Sachsen-Coburg-Saalfeld (1⁄3) und Sachsen-Meiningen (2⁄3).
1608 wurde eine neue Kirche errichtet, die jedoch schon 1635 im Verlauf des Dreißigjährigen Krieges bis auf die Grundmauern niederbrannte und 1658 wieder aufgebaut wurde. 1635/36 starben 125 Ortseinwohner an der Pest. 1639 wurde das Dorf angebrannt und zur Hälfte vernichtet.

### 19. und 20. Jahrhundert
In einem Staatsvertrag wurde Gollmuthhausen wie auch Rothausen im Jahre 1808 dem Großherzogtum Würzburg einverleibt. Mit der Auflösung des Rheinbunds 1814 und dem Beschluss des Wiener Kongresses fiel das Großherzogtum Würzburg größtenteils an das Königreich Bayern. 1819 wurde eine neue Kirche in Gollmuthhausen errichtet.
Der Ort gehörte ab 1817 zum Untermainkreis, der 1838 in Unterfranken und Aschaffenburg (später nur noch Unterfranken) umbenannt wurde. Seit 1918 lag dieser im Freistaat Bayern. Das Bezirksamt Königshofen, zu dem Gollmuthhausen gehörte, wurde ab 1939 in Landkreis Königshofen im Grabfeld umbenannt.
Im Rahmen der Gebietsreform in Bayern am 1. Juli 1972 wurden die bisherigen Kreise Königshofen im Grabfeld und Mellrichstadt in den Landkreis Bad Neustadt an der Saale eingegliedert. Zum 1. Mai 1973 wurde er in Landkreis Rhön-Grabfeld umbenannt. Am 1. Januar 1975 wurde Gollmuthhausen nach Höchheim eingemeindet.

## Religion
1194 wurde in Gollmuthhausen erstmals eine „capella“ erwähnt, von der sich bis in unsere Tage eine 1492 angeschaffte Glocke erhalten hat. Sie dürfte somit eine der ältesten Kirchenglocken in weitem Umkreis sein. Der Kirchenneubau von 1819 ersetzte den Vorgänger aus dem Jahre 1658. Er ist einer von lediglich drei klassizistischen Kirchen Unterfrankens. Die Evangelisch-Luth. Kirche im Ort gehört zum Pfarramt Aubstadt.
Der Ort gehört zur Pfarrei Aubstadt im Evangelisch-Lutherischen Dekanat Bad Neustadt an der Saale.

## Kultur und Brauchtum

### Vereine
- Gesangverein 1948 Gollmuthhausen
- Schützenverein Gollmuthhausen

### Brauchtum
Der am Dreikönigstag ausgeübte Brauch des „Kizgerichts“ war mit Neujahrswünschen verbunden. Der Behrunger Beamte erhob zudem als „Lehensherr“ den „Erbzins“ und wurde mit einem Kuss der „Weibspersonen“ beehrt. 1798 fand letztmals der Brauch des „Kizgerichts“ in Gollmuthhausen statt.

### Baudenkmäler
→ Liste der Baudenkmäler in Höchheim